# Гарри, Билл
Уи́льям Га́рри (англ. William Harry; род. 17 сентября 1938 года, Ливерпуль), более известный как Билл Га́рри — британский журналист и писатель, основатель музыкальной газеты Mersey Beat о музыке Ливерпуля начала 1960-х годов. Во время учёбы в Младшей школе искусств Ливерпуля сотрудничал с изданиями Biped и Premier. После поступления в Ливерпульский колледж искусств учился в одной группе с будущими участниками The Beatles Джоном Ленноном и Стюартом Сатклиффом.
В 1959 году работал издателем журнала Jazz и помощником редактора благотворительного журнала Ливерпульского университета Pantosphinx.
6 июля 1961 года опубликовал первый номер Mersey Beat, первый тираж распродан за короткое время и освещал музыкальные площадки на полуострове Уиррал, Беркенхеде, Нью Брайтоне, Кросби и Саутпорте. 9 ноября 1961 года предложил менеджеру битлов Брайану Эпстайну организовать концерт в Cavern Club. После разногласий с Эпстайном, начал работать пиар-менеджером таких групп как Pink Floyd, Jethro Tull, Procol Harum, David Bowie, Led Zeppelin и Beach Boys.

## Биография

### Ранние годы

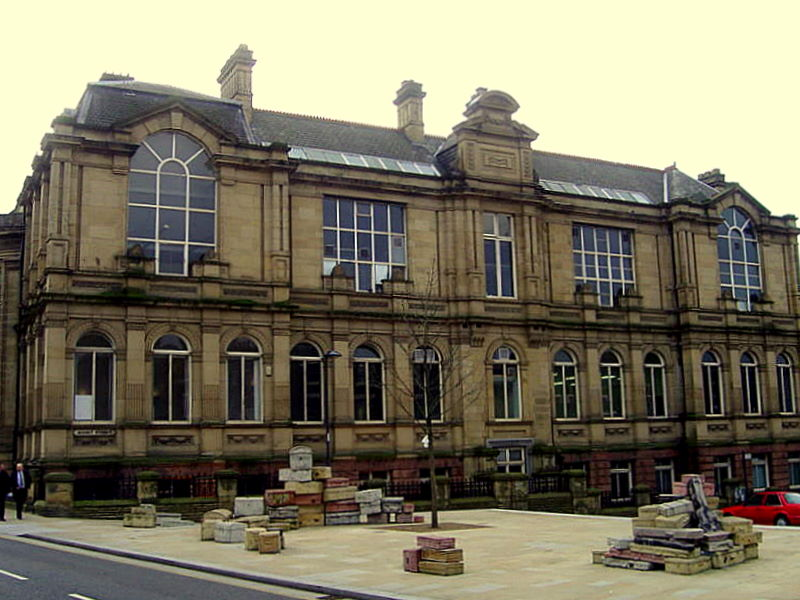
Здания колледжа искусств где учились Гарри, Леннон и Сатклифф

Уильям Гарри родился 17 сентября 1938 года в больнице Смитдаун роуд (ныне снесена) в Ливерпуле, графство Ланкашир. Происходил из бедной семьи, его детство прошло в районах Ливерпульской верфи. Отец Джон Джеллико Гарри был убит во время Второй мировой войне на британском торговом судне SS Kyleglen после торпедирования немецкой подводной лодкой. Посещал католический институт Св. Винсента. Из-за частых избиений со стороны одноклассников был переведён в другую школу.
Проявил интерес к фантастической литературе, вступил в Ливерпульской общество научной фантастики. В 13 лет выпустил первый научно фантастический фэнзин Biped. Переписывался с Майклом Мурком. После получения в младшей школе искусств Гамбье Террас, Ливерпуль начал издавать первую школу газету Premier.

### Ливерпульский колледж искусств
В 16 лет поступил в Ливерпульский колледж искусств по адресу Хоуп-стрит, 68. После изучения типографского и макетного дела, в 1958 году начал издавать газету Jazz, в которой размещалась информация о концертах в общественном джаз-клубе Ливерпуля, Temple Jazz Club и Cavern Club.